# Carneiro hidráulico

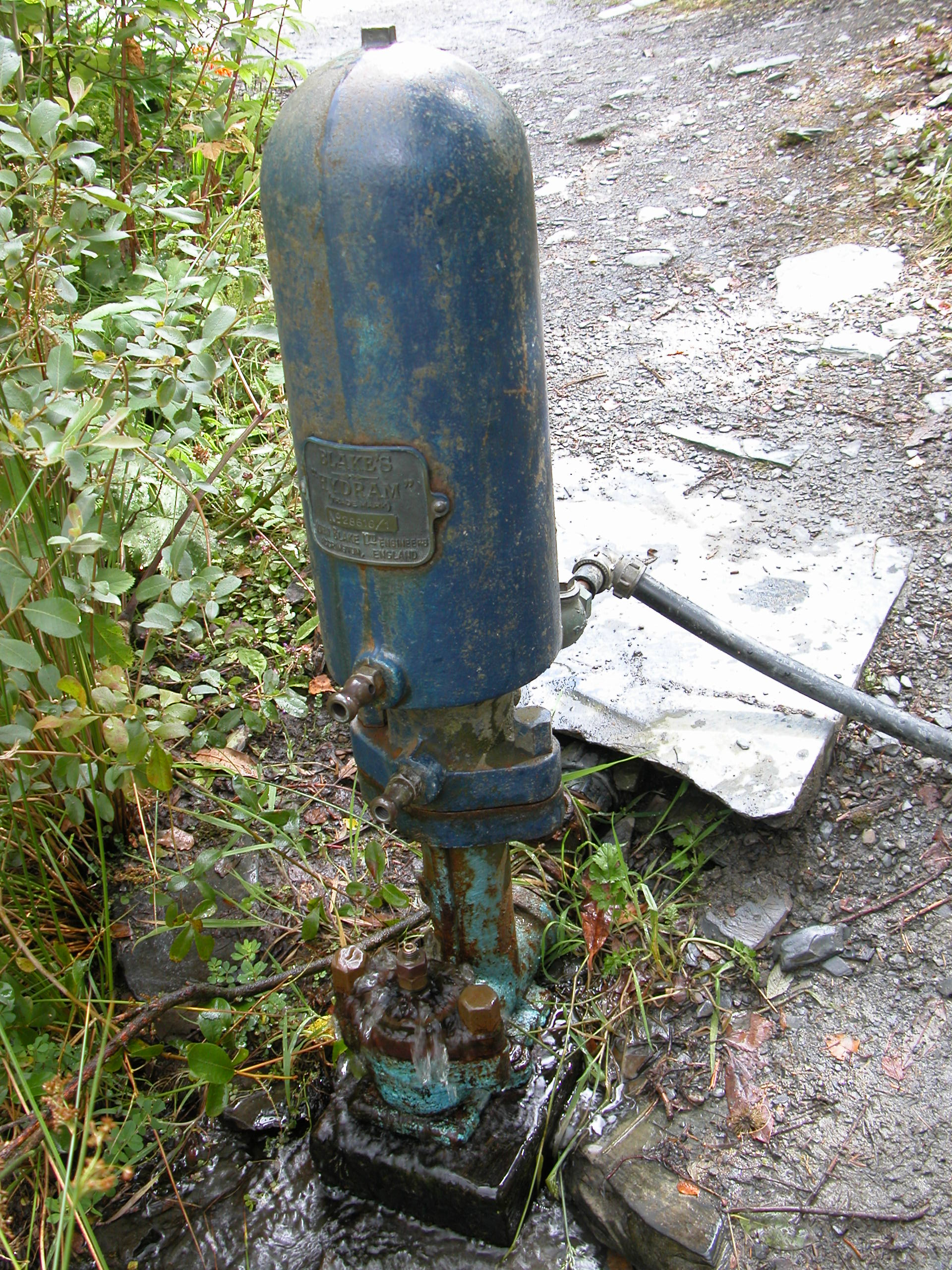
Carneiro hidráulico no País de Gales

Carneiro hidráulico é um mecanismo que usa diferenças de pressão (golpe de aríete) para bombear água. O carneiro hidráulico aproveita a energia de um fluxo de água para elevar a coluna do líquido. Tem esse nome em referência ao aríete, antiga arma medieval usada para arrombar portões de castelos, muralhas e fortalezas. Possuía geralmente uma cabeça em forma de carneiro e o bater do pistão do carneiro hidráulico lembra a batida do aríete. Seu rendimento é pequeno, tendo como vantagens um custo baixo de instalação e quase nulo o de operação. Como não precisa de uma fonte externa de energia, o carneiro pode funcionar indefinidamente a partir do momento da instalação, desde que permaneça expressivo o volume da água corrente. É utilizado principalmente para irrigação na agricultura.